# Décès en décembre 1991
Décès
- 1987
- 1988
- 1989
- 1990
- 1991
- 1992
- 1993
- 1994
- 1995

Pour une information complémentaire, voir la page d'aide.

| Date        | Nom                    | Activités                                                            | Âge | Source |
| ----------- | ---------------------- | -------------------------------------------------------------------- | --- | ------ |
| 4 décembre  | Orestes Jordán         | Footballeur international péruvien.                                  | 78  |        |
| 9 décembre  | Berenice Abbott        | photographe américaine                                               | 93  |        |
| 11 décembre | Mario Tobino           | poète, écrivain et psychiatre italien                                | 81  |        |
| 13 décembre | Raymond Gernez         | homme politique français, maire de Cambrai de 1945 à 1977            | 85  |        |
| 13 décembre | Jan Hendriks           | acteur allemand                                                      | 63  |        |
| 15 décembre | Vassili Zaïtsev        | tireur d'élite soviétique et héros durant la Seconde Guerre mondiale | 76  |        |
| 19 décembre | Robert van Eyck        | peintre et poète hollandais                                          | 75  |        |
| 20 décembre | Albert Van Vlierberghe | coureur cycliste belge                                               | 49  |        |
| 20 décembre | Sigri Welhaven         | sculptrice norvégienne                                               | 97  | (no)   |
| 21 décembre | Bruno Pellizzari       | coureur cycliste italien                                             | 84  |        |
| 21 décembre | James-Jacques Brown    | peintre et sculpteur français                                        | 73  |        |
| 22 décembre | Hans Edmund Wolters    | ornithologue allemand                                                | 76  |        |
| 23 décembre | Aimé Durbec            | footballeur international français                                   | 89  |        |
| 23 décembre | Ernst Křenek           | compositeur autrichien                                               | 91  |        |
| 25 décembre | Orane Demazis          | actrice française                                                    | 97  |        |
| 25 décembre | Martin Vivès           | peintre et résistant français                                        | 86  |        |
| 26 décembre | Roland Bierge          | peintre français                                                     | 69  |        |
| 28 décembre | Jacques Aubuchon       | acteur américain                                                     | 67  |        |
| 30 décembre | Jean Grumellon         | footballeur international français                                   | 68  |        |
| 30 décembre | Pierre Vermeylen       | homme politique belge                                                | 87  |        |